# Ilha Home
Ilha Home (em inglês: Home Island), também conhecido localmente como Pulu Selma, é uma das duas únicas ilhas habitadas permanentemente das 26 ilhas do sul das Ilhas Cocos (Keeling), um território da Austrália no oceano Índico, com uma população de cerca de 500 pessoas, todas residentes na vila de Bantam, a localidade mais habitada do território.